# Rusty Cage
 (septembre 2016).
Si vous disposez d'ouvrages ou d'articles de référence ou si vous connaissez des sites web de qualité traitant du thème abordé ici, merci de compléter l'article en donnant les références utiles à sa vérifiabilité et en les liant à la section « Notes et références ».
Singles de Soundgarden
Outshined
(1991) Spoonman
(1994)
Rusty Cage est une chanson du groupe grunge Soundgarden. C'est la piste qui ouvre leur troisième album Badmotorfinger. Elle fut sortie en single en 1992.

## Hit grunge
La chanson devint l'un des hits du mouvement grunge de l'époque. Le son particulier du riff est dû à l'utilisation d'une pédale wah-wah en position statique. Elle comporte un changement de tempo vers la fin, toujours accompagné d'un frapper de pied de Chris Cornell une fois exécuté en concert.
Les paroles traitent d'un homme semblant emprisonné et torturé.
And hit me with a hand of broken nails
You tied my lead and pulled my chain
To watch my blood begin to boil
Celui songe à s'enfuir, en « brisant sa cage rouillée ». Le refrain est d'ailleurs très explicite :
I'm gonna break
I'm gonna break my
I'm gonna break my rusty cage and run

## Clip
Le clip représente les membres du groupe à l'intérieur d'une pièce carrée qui rappelle le thème de l'enfermement et accentue cet effet. La caméra alterne entre la vision du groupe jouant la chanson, et une vue à la première personne courant dans une forêt. Il débute par l'arrivée d'un homme brandissant une fourche depuis la forêt de nuit. L'image principale est celle d'une fuite, course poursuite entre le narrateur principal de la chanson et ses détracteurs (I'm gonna break my rusty cage and run) qui est d'autant plus poursuivie par des chiens lâchés à ses trousses. Les membres du groupe sont d'ailleurs visibles marchant dans cette même forêt. On distingue également une vieille cabane où la caméra s'attarde par un plan fixe contrastant avec le riff rapide de la chanson.
Enfin, un homme conduisant une camionnette sur une route environnante est visible.[réf. nécessaire]
L'alternance entre ces images et d'autres (des mains enchaînées...) s'accélère progressivement au cours de la chanson. L'une des dernières images perceptibles est celle de quatre silhouettes fuyant dans les bois. On peut les rapprocher des quatre membres du groupe vues auparavant.
Le clip s'achève par l'impact entre la camionnette et la cabane qui s'effondre pulvérisée.
La métaphore à la cage se conclut donc par la destruction de la cabane et la fuite du narrateur comme le suggère le refrain.[réf. nécessaire]

## Reprises
Elle figure dans la bande-son des jeux vidéo Road Rash, Grand Theft Auto: San Andreas, Burnout Paradise et Call of Duty: Black Ops 2
Johnny Cash a repris ce titre sur l'album Unchained.

## Classement
Le titre a été classé n° 41 au Royaume-Uni.